# Hamilton-Funktion
Die Hamilton-Funktion {\displaystyle {\mathcal {H}}({\vec {q}}_{1},{\vec {q}}_{2},\ldots ,{\vec {p}}_{1},{\vec {p}}_{2},\ldots ,t)} (auch Hamiltonian, nach William Rowan Hamilton) eines Systems von Teilchen ist, wenn keine rheonomen (d. h. zeitabhängigen) Zwangsbedingungen vorliegen, die Gesamtenergie als Funktion der Orte und Impulse der Teilchen und gegebenenfalls der Zeit. Sie ist eine Legendre-Transformierte der Lagrange-Funktion des Systems. Statt durch die Orts- und Impulskoordinaten kann der funktionale Zusammenhang auch durch die verallgemeinerten Ortskoordinaten {\displaystyle \mathbf {q} =(q_{1},q_{2},\dotsc ,q_{n})} und verallgemeinerten Impulskoordinaten {\displaystyle \mathbf {p} =(p_{1},p_{2},\dotsc ,p_{n})} ausgedrückt werden.

## Definition
Die Hamilton-Funktion ist definiert durch
{\displaystyle {\mathcal {H}}(\mathbf {q} ,\mathbf {p} ,t):=\left\{\sum _{i=1}^{n}{\dot {q}}_{i}p_{i}\right\}-{\mathcal {L}}(\mathbf {q} ,{\dot {\mathbf {q} }},t),{\text{ mit }}{\dot {\mathbf {q} }}={\dot {\mathbf {q} }}(\mathbf {q} ,\mathbf {p} ,t)}
und hängt ab von
- der Zeit {\displaystyle t},
- den generalisierten Koordinaten {\displaystyle \mathbf {q} =(q_{1},q_{2},\dotsc ,q_{n})} und
- den generalisierten Impulsen {\displaystyle \mathbf {p} =(p_{1},p_{2},\dotsc ,p_{n})}.

Sie geht hervor aus einer Legendre-Transformation der Lagrange-Funktion {\displaystyle {\mathcal {L}}(t,\mathbf {q} ,{\dot {\mathbf {q} }})} bezüglich der generalisierten Geschwindigkeiten, die von den generalisierten Koordinaten und ihren Geschwindigkeiten {\displaystyle {\dot {\mathbf {q} }}=({\dot {q}}_{1},{\dot {q}}_{2},\dotsc ,{\dot {q}}_{n})} abhängt:
{\displaystyle {\mathcal {H}}(t,\mathbf {q} ,\mathbf {p} )=\left\{\sum _{i=1}^{n}{\dot {q}}_{i}\,p_{i}\right\}-{\mathcal {L}}(t,\mathbf {q} ,{\dot {\mathbf {q} }})}
Dabei sind auf der rechten Seite mit den Geschwindigkeiten {\displaystyle {\dot {\mathbf {q} }}} diejenigen Funktionen
{\displaystyle {\dot {\mathbf {q} }}(t,\mathbf {q} ,\mathbf {p} )}
gemeint, die man erhält, wenn man die Definition der generalisierten Impulse
{\displaystyle p_{i}(\mathbf {q} ,\mathbf {p} ,t):={\frac {\partial {\mathcal {L}}}{\partial {\dot {q}}_{i}}}(\mathbf {q} ,{\dot {\mathbf {q} }},t),\quad i=1,\dots ,n}
nach den Geschwindigkeiten auflöst.

## Eigenschaften

### Ableitung
Das totale Differential der Hamilton-Funktion lautet:
{\displaystyle \mathrm {d} {\mathcal {H}}=\sum _{i=1}^{n}{\frac {\partial {\mathcal {H}}}{\partial q_{i}}}\mathrm {d} q_{i}+\sum _{i=1}^{n}{\frac {\partial {\mathcal {H}}}{\partial p_{i}}}\mathrm {d} p_{i}+{\frac {\partial {\mathcal {H}}}{\partial t}}\mathrm {d} t}
Aufgrund der Produktregel erhält man
{\displaystyle \mathrm {d} {\mathcal {H}}=\sum _{i=1}^{n}\left(p_{i}\mathrm {d} {\dot {q}}_{i}+{\dot {q}}_{i}\mathrm {d} p_{i}-{\frac {\partial {\mathcal {L}}}{\partial q_{i}}}\mathrm {d} q_{i}-{\frac {\partial {\mathcal {L}}}{\partial {\dot {q}}_{i}}}\mathrm {d} {\dot {q}}_{i}\right)-{\frac {\partial {\mathcal {L}}}{\partial t}}\mathrm {d} t,}
wobei wegen der Definition des verallgemeinerten Impulses {\displaystyle {\frac {\partial {\mathcal {L}}}{\partial {\dot {q}}_{i}}}=p_{i}} die ersten und letzten Terme in den Klammern die Summe 0 haben, sodass gilt:
{\displaystyle \mathrm {d} {\mathcal {H}}=\sum _{i=1}^{n}\left({\dot {q}}_{i}\mathrm {d} p_{i}-{\frac {\partial {\mathcal {L}}}{\partial q_{i}}}\mathrm {d} q_{i}\right)-{\frac {\partial {\mathcal {L}}}{\partial t}}\mathrm {d} t}
Mit der obigen Schreibweise des totalen Differentials folgen hieraus die partiellen Ableitungen der Hamilton-Funktion:
{\displaystyle {\frac {\partial {\mathcal {H}}}{\partial p_{i}}}={\dot {q}}_{i}}
{\displaystyle {\frac {\partial {\mathcal {H}}}{\partial q_{i}}}=-{\frac {\partial {\mathcal {L}}}{\partial q_{i}}}=-{\dot {p}}_{i}}
{\displaystyle {\frac {\partial {\mathcal {H}}}{\partial t}}=-{\frac {\partial {\mathcal {L}}}{\partial t}}}

### Erhaltungsgröße
Die totale Ableitung der Hamilton-Funktion nach der Zeit ist identisch mit der partiellen:
{\displaystyle {\begin{aligned}{\frac {\mathrm {d} {\mathcal {H}}}{\mathrm {d} t}}&=\sum _{i=1}^{f}\left({\frac {\partial {\mathcal {H}}}{\partial p_{i}}}{\dot {p}}_{i}+{\frac {\partial {\mathcal {H}}}{\partial q_{i}}}{\dot {q}}_{i}\right)+{\frac {\partial {\mathcal {H}}}{\partial t}}\\&=\sum _{i=1}^{f}\left({\dot {q}}_{i}{\dot {p}}_{i}-{\dot {p}}_{i}{\dot {q}}_{i}\right)+{\frac {\partial {\mathcal {H}}}{\partial t}}\\&={\frac {\partial {\mathcal {H}}}{\partial t}}\end{aligned}}}
Wenn die Hamilton-Funktion also nicht explizit von der Zeit {\displaystyle t} abhängt, ist ihr Wert eine Erhaltungsgröße:
{\displaystyle {\mathcal {H}}\neq {\mathcal {H}}(t)\Rightarrow {\frac {\mathrm {d} {\mathcal {H}}}{\mathrm {d} t}}={\frac {\partial {\mathcal {H}}}{\partial t}}=0\Rightarrow {\mathcal {H}}=konst.}

### Implikationen
Die Hamilton-Funktion bestimmt die zeitliche Entwicklung der Teilchenorte und -impulse durch die Hamiltonschen Bewegungsgleichungen:
{\displaystyle {\dot {q}}_{k}={\frac {\partial {\mathcal {H}}}{\partial p_{k}}}}
{\displaystyle {\dot {p}}_{k}=-{\frac {\partial {\mathcal {H}}}{\partial q_{k}}}}
Ebenso bestimmt der Hamiltonoperator die Zeitentwicklung in der Quantenmechanik. Man erhält ihn in vielen Fällen aus der Hamiltonfunktion durch kanonische Quantisierung, indem man den algebraischen Ausdruck für {\displaystyle {\mathcal {H}}(t,\mathbf {q} ,\mathbf {p} )} als Funktion von Operatoren {\displaystyle \mathbf {q} } und {\displaystyle \mathbf {p} } liest, die den kanonischen Vertauschungsrelationen genügen.

## Beispiele

### Massenpunkt
Bei einem Teilchen der Masse {\displaystyle m}, das sich nichtrelativistisch in einem Potential {\displaystyle V} bewegt, setzt sich die Hamilton-Funktion aus kinetischer und potentieller Energie zusammen:
{\displaystyle {\mathcal {H}}(t,{\vec {q}},{\vec {p}})={\frac {{\vec {p}}^{2}}{2\,m}}+V({\vec {q}})}
Für ein relativistisches, freies Teilchen mit der Energie-Impuls-Beziehung
{\displaystyle E^{2}-{\vec {p}}^{2}\,c^{2}=m^{2}\,c^{4}}
gilt für die Hamilton-Funktion
{\displaystyle {\mathcal {H}}(t,{\vec {q}},{\vec {p}})={\sqrt {m^{2}\,c^{4}+{\vec {p}}^{2}\,c^{2}}}.}
Beim freien relativistischen Teilchen mit der Lagrangefunktion
{\displaystyle {\mathcal {L}}=-m\,c^{2}{\sqrt {1-{\dot {\vec {q}}}^{2}/c^{2}}}}
hängt der generalisierte Impuls {\displaystyle {\vec {p}}={\frac {\partial {\mathcal {L}}}{\partial {\dot {\vec {q}}}}}} gemäß
{\displaystyle {\vec {p}}={\frac {m{\dot {\vec {q}}}}{\sqrt {1-{\dot {\vec {q}}}^{2}/c^{2}}}}}
von der Geschwindigkeit {\displaystyle {\dot {\vec {q}}}} ab. Umgekehrt ist die Geschwindigkeit daher die Funktion
{\displaystyle {\dot {\vec {q}}}={\frac {{\vec {p}}\,c^{2}}{\sqrt {m^{2}\,c^{4}+{\vec {p}}^{2}\,c^{2}}}}}
des Impulses.

### Harmonischer Oszillator
Die Hamilton-Funktion eines eindimensionalen harmonischen Oszillators ist gegeben durch:
{\displaystyle {\mathcal {H}}(x,p)={\dot {x}}p-{\mathcal {L}}(x,{\dot {x}})={\frac {p^{2}}{2m}}+{\frac {m}{2}}\omega _{0}^{2}x^{2}=T+V=E}

### Geladenes Teilchen im elektromagnetischen Feld
In kartesischen Koordinaten ({\displaystyle {\vec {q}}={\vec {x}}}) lautet die Lagrange-Funktion eines Teilchens der Ladung {\displaystyle q}, das sich durch ein elektromagnetisches Feld bewegt,
{\displaystyle {\mathcal {L}}={\frac {1}{2}}m{\dot {\vec {x}}}^{2}+q\left({\dot {\vec {x}}}\cdot {\vec {A}}\right)-q\phi }
Dabei ist {\displaystyle \phi } das elektrische Potential und {\displaystyle {\vec {A}}} das Vektorpotential des magnetischen Feldes. Der kanonische Impuls ist
{\displaystyle {\vec {p}}={\frac {\partial {\mathcal {L}}}{\partial {\dot {\vec {x}}}}}=m{\dot {\vec {x}}}+q{\vec {A}}}
Diese Gleichung kann so umgestellt werden, dass die Geschwindigkeit durch den Impuls ausgedrückt wird:
{\displaystyle {\dot {\vec {x}}}={\frac {1}{m}}\left({\vec {p}}-q{\vec {A}}\right)}
Wird der Ausdruck für {\displaystyle {\dot {\vec {x}}}} und {\displaystyle {\vec {p}}} in die Definition der Hamilton-Funktion eingesetzt, ergibt sich diese zu:
{\displaystyle {\begin{aligned}{\mathcal {H}}&={\dot {\vec {x}}}\cdot {\vec {p}}-{\mathcal {L}}={\frac {\vec {p}}{m}}\cdot \left({\vec {p}}-q{\vec {A}}\right)-{\frac {m}{2}}{\frac {1}{m^{2}}}\left({\vec {p}}-q{\vec {A}}\right)^{2}-{\frac {q}{m}}\left({\vec {p}}-q{\vec {A}}\right)\cdot {\vec {A}}+q\phi \\&={\frac {1}{m}}\left({\vec {p}}-q{\vec {A}}\right)^{2}-{\frac {1}{2m}}\left({\vec {p}}-q{\vec {A}}\right)^{2}+q\phi ={\frac {1}{2m}}\left({\vec {p}}-q{\vec {A}}\right)^{2}+q\phi \end{aligned}}}